# Denham (Buckinghamshire)
Pour les articles homonymes, voir Denham.

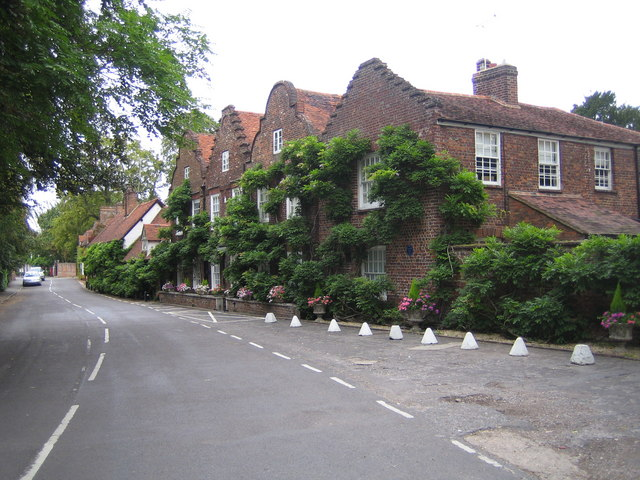
Village Road.

Denham est un village et une paroisse civile du Buckinghamshire, en Angleterre. Il est situé au sud-est du comté, à la frontière du borough londonien de Hillingdon, au nord-ouest de la ville d'Uxbridge. Administrativement, il relève du district de South Bucks, dont il est le chef-lieu. Au moment du recensement de 2011, il comptait 7 139 habitants.
Le village abrite un aérodrome et d'anciens studios de cinéma.

## Personnalité
- Edward Cooke (1755-1820), homme politique et pamphlétaire britannique, est né à Denham.
- Lady Cynthia Mosley (1898-1933), députée travailliste de 1929 à 1931,  est enterrée à Denham.